# Hôtel de la Caisse d'épargne de Sens
L'hôtel de la Caisse d'épargne est un bâtiment du début du XXe siècle, à Sens, en France.

## Situation et accès
L'édifice est situé au no 2 du boulevard du 14-Juillet, encadré également par la rue du Général-de-Gaulle et la rue de Mondereau, au sud du centre-ville de Sens, et plus largement au nord-ouest du département de l'Yonne.

## Histoire

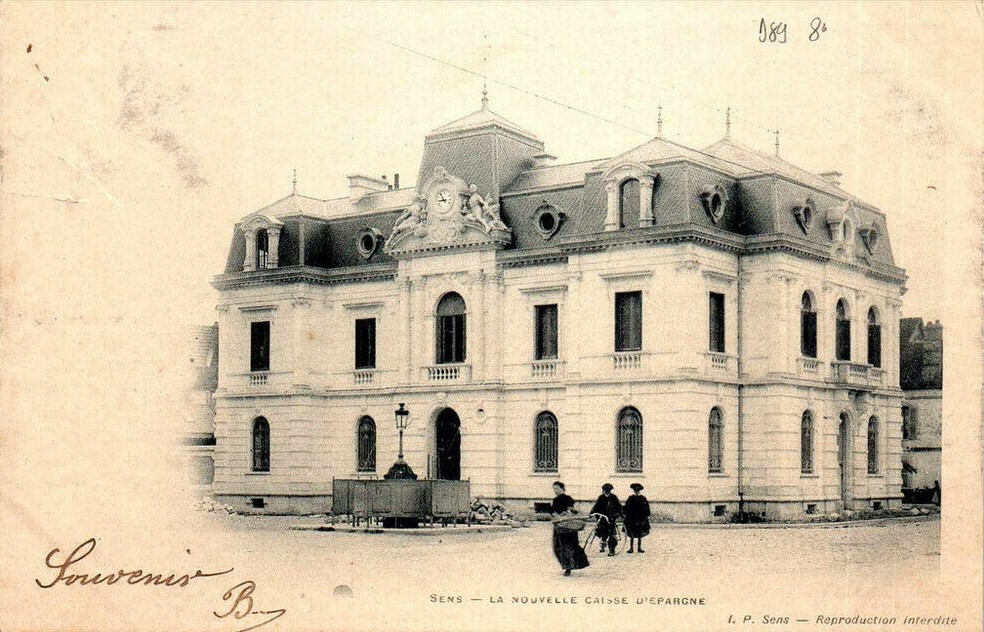
L'hôtel avant son inauguration, avec les vespasiennes devant.

### Première pierre et inauguration
La cérémonie de pose de la première pierre a lieu le 20 janvier 1901 et la cérémonie d'inauguration le 12 octobre 1902, toutes deux en présence du maire Lucien Cornet. Peu avant le jour de l'inauguration, celui-ci invite les habitants à pavoiser et illuminer leurs maisons avec l'appui des comités de quartier et parallèlement, on élimine les vespasiennes situées juste devant l'édifice. 
En outre, quelques mois avant l'inauguration, le nouveau ministre du commerce Georges Trouillot accepte de présider la cérémonie d'inauguration, mais c'est finalement le directeur au ministère Georges Paulet qui le représente,. Lors de cette cérémonie, une tribune décorée et remplie d'invités assiste à des discours dont un correspondant du journal engagé Le Travailleur socialiste de l'Yonne retient la phrase « l'avenir appartient au travail et à l'épargne » prononcée par Paulet.

### Évolution et restaurations de l'horloge
Mise en marche à l'inauguration, l'horloge devient l'un des trois points de repère horaire avec celles de l'hôtel de ville et du marché couvert. Son mécanisme devient électrique avec un boîtier numérique. L'horloge tombe une fois en panne en 2017 et est réparée par l'entreprise Bodet. Elle tombe de nouveau en panne pendant quelques semaines vers l'été-automne 2019 en indiquant 5 h 45, le directeur de l'agence promettant alors l'intervention d'un horloger spécialisé.

## Structure

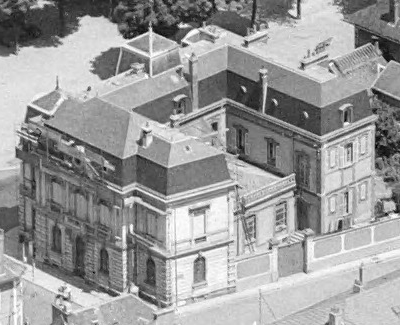
Vue aérienne des façades arrière et latérale, en juin 1956.

### Extérieur
L'édifice s'élève sur trois niveaux et a une toiture à la Mansart. Sur la façade principale, des pilastres d'ordre corinthien soutiennent l'inscription « CAISSE D’EPARGNE ». Au-dessus de cette inscription est sculpté le blason de Sens surmonté d'une horloge, tous deux encadrés par des hauts-reliefs d'une femme à gauche et d'un homme à droite en position assise. L'inscription de l'institution est également présent sur la façade latérale droite, au même niveau, en dessous d'une fenêtre en œil-de-bœuf. En outre, des balcons s'ont positionnés au premier étage de la travée centrale de ces deux façades.

### Intérieur

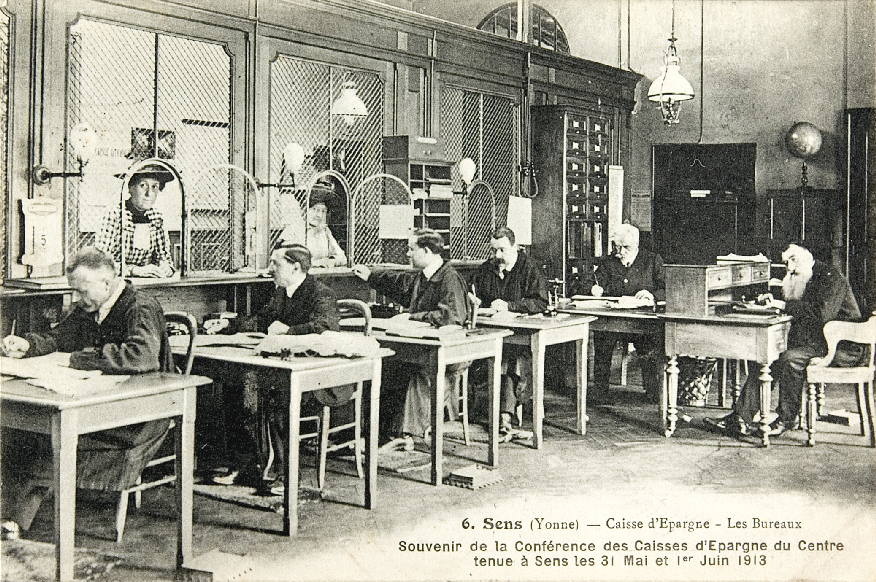
Bureaux, en 1913.
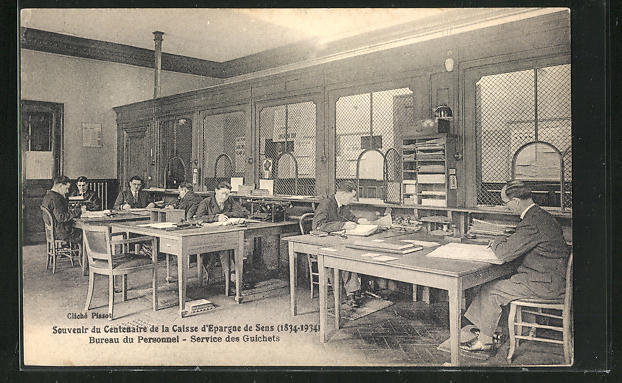
Bureaux, en 1934.
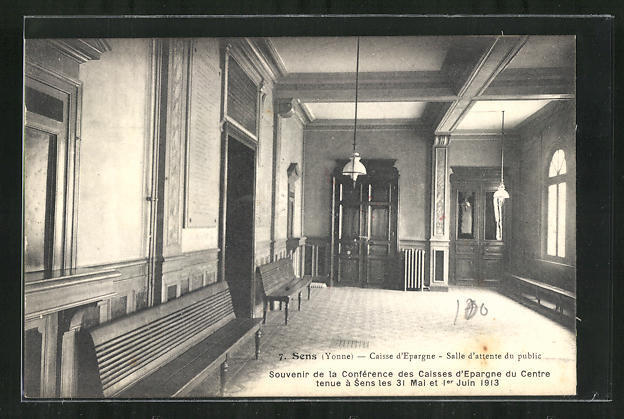
Salle d'attente, en 1913.
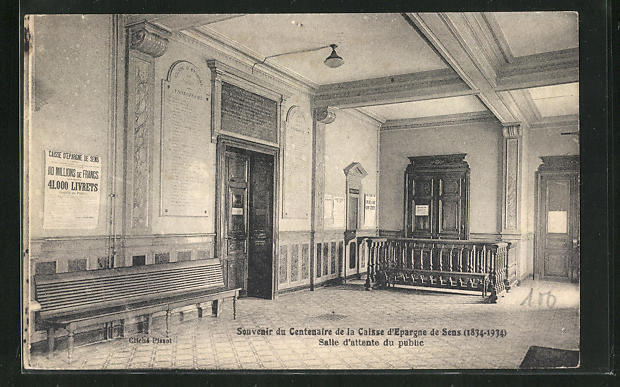
Salle d'attente, en 1934.